# Жан-Лу Кретиен
Жан-Лу Жак Мари Кретиен (на френски: Jean-Loup Jacques Marie Chrétien) френски космонавт, бригаден генерал, Герой на Съветския съюз (1982).
Първият гражданин на Франция, извършил полет в космоса. Летял на съветския космически кораб „Союз Т-6“ и орбиталната станция „Салют-7“ (юни – юли 1982 г.), а също така на „Союз ТМ-7“ (излита) и „Союз ТМ-6“ (каца) и орбиталния комплекс „Мир“ (ноември – декември 1988 г.).
Роден е на 20 август 1938 г. в Ла Рошел). Във въоръжените сили на Франция от 1959 г. През 1961 г. завършва École de l’air (Френската въздушна академия).
През декември 1988 г. Жан-Лу Кретиен е произведен в генералско звание.
През 1990 – 1993 г. преминава подготовка за полет на КК „Буран“ и извършвал тренировъчни полети с Ту-154 и МиГ-25.
Третия си полет в космоса френският генерал Жан-Лу Кретиен извършва от 25 септември до 6 октомври 1997 г. на американската космическа совалка „Atlantis“ по програмата STS-86 („Мир“-NASA-7). През август 1998 г., след като достигнал 60-годишна възраст, се обръща към официални лица в САЩ за предоставянето му на американско гражданство и включването му в отряда на американските астронавти NASA. След като получил исканото, Жан-Лу Кретиен започва работа в NASA.
| Космически полети на Жан-Лу Кретиен                    | Космически полети на Жан-Лу Кретиен | Космически полети на Жан-Лу Кретиен | Космически полети на Жан-Лу Кретиен | Космически полети на Жан-Лу Кретиен  |
| №                                                      | Дата                                | КК                                  | Функции                             | Продължителност                      |
| ------------------------------------------------------ | ----------------------------------- | ----------------------------------- | ----------------------------------- | ------------------------------------ |
| 1                                                      | 24 юни 1982                         | „Союз Т-6“                          | Космонавт-изследовател              | 7 денонощия 21 часа 50 мин 52 сек.   |
| 2                                                      | 26 ноември 1988                     | „Союз ТМ-7“                         | Космонавт-изследовател              | 24 денонощия 18 часа 7 мин.          |
| 3                                                      | 25 септември 1997                   | „Атлантис“ STS-86                   | Специалист на мисията               | 10 денонощия 19 часа 22 мин, 12 сек. |
| Сумарно време в космоса – 43 денонощия 11 часа 19 мин. |                                     |                                     |                                     |                                      |

През септември 2000 г., по време на посещение в магазин от височина 4 м върху него пада 20-килограмова машина. В резултат на получените травми той е пенсиониран през ноември 2001 г., а от магазина е компенсиран финансово.
След космическата си кариера Жан-Лу Кретиен започва работа като вицепрезидент в Tietronix Software Inc. През 2002 г. той основава Tietronix Optics Архив на оригинала от 2018-08-06 в Wayback Machine..
Награждаван е с много съветски и френски отличия: орден „Ленин“, орден „Червено знаме на труда“, награди на Франция: „кавалер на Почетния легион“, орден „За заслуги“ и др.
Почетен гражданин на казахстанския град Аркалък.